# Liste der Kulturdenkmale in Buggingen

In der Liste der Kulturdenkmale in Buggingen sind Bau- und Kunstdenkmale der Gemeinde Buggingen verzeichnet, die im „Verzeichnis der unbeweglichen Bau- und Kunstdenkmale und der zu prüfenden Objekte“ des Landesamts für Denkmalpflege Baden-Württemberg verzeichnet sind. Dieses Verzeichnis ist nicht öffentlich und kann nur bei „berechtigtem Interesse“ eingesehen werden. Die folgende Liste ist daher nicht vollständig.

## Legende
- Bild: Zeigt ein ausgewähltes Bild aus Commons, „Weitere Bilder“ verweist auf die Bilder im Medienarchiv Wikimedia Commons.
- Bezeichnung: Nennt den Namen, die Bezeichnung oder die Art des Kulturdenkmals.
- Lage: Straßenname und Hausnummer oder Flurstücknummer des Kulturdenkmals, gegebenenfalls auch den Ortsteil. Die Grundsortierung der Liste erfolgt nach dieser Adresse. Der Link (Karte) führt zu verschiedenen Kartendiensten mit der Position des Kulturdenkmals. Fehlt dieser Link, wurden die Koordinaten noch nicht eingetragen. Sind diese bekannt, können sie über ein Tool mit einer Kartenansicht einfach nachgetragen werden. In dieser Kartenansicht sind Kulturdenkmale ohne Koordinaten mit einem roten bzw. orangen Marker dargestellt und können durch Verschieben auf die richtige Position in der Karte mit Koordinaten versehen werden. Kulturdenkmale ohne Bild sind an einem blauen bzw. roten Marker erkennbar.
- Datierung: Baubeginn, Fertigstellung, Datum der Erstnennung oder grobe zeitliche Einordnung entsprechend des Eintrags in der zuständigen Denkmaldatenbank (Landesamt für Denkmalpflege Baden-Württemberg).
- Beschreibung: Kurzcharakteristik des Kulturdenkmals.

## Kulturdenkmale der Gemeinde Buggingen
| Bild           | Bezeichnung | Lage                                | Datierung | Beschreibung | ID |
| -------------- | ----------- | ----------------------------------- | --------- | --- | -- |
|                | Rathaus     | Hauptstraße 31 (Karte)              | 1936      | Rathaus, erbaut 1936 nach Entwürfen von Otto Hertel und Emil Frey. Im 1. OG. Ratssaal. Fenster mit Bleiverglasung und Wappen. Zitate wie Staffelgiebel oder Dreiteilung der Fenster belegen, dass die Architektur des Bugginger Rathauses sich an Bauformen des deutschen Spätmittelalters orientiert. |    |
|                | Kirche      | Hauptstraße 60 (Karte)              | 13. Jh.   | Ev. Pfarrkirche zusammen mit dem Kirchhof in erhöhter Lage auf dem Kirchbuck. Eine dem hl. Georg geweihte Kirche ist für das Jahr 962 überliefert, als Kaiser Otto I. den Ort Buggingen dem Bischof Konrad von Konstanz schenkt. Ältester Teil der Kirche ist der Turm, der ins 13. Jh. datiert wird. Ein ursprünglich kleineres Langhaus wurde später zum heutigen Saal mit polygonalem Chorschluss erweitert. Zur Kirche führt von Westen eine mehrstufige Treppe, die von einer Platanenreihe begleitet wird. Südöstlich schließt sich an die Kirche der Kirchhof an. Hier Grabdenkmäler des 19. Jhs. Auf dem Friedhof Gräberfeld für die am 7. Mai 1934 verunglückten Bergleute mit lebensgroßer Figur eines Bergarbeiters. Galvanoplastik von der Kunstgießerei Gleiwitz. (Sachgesamtheit) | BW |
|                | Rathaus     | Kirchstraße 1 (Karte)               | 1899      | Rathaus, erbaut 1899 durch den Architekten Ludwig Krafft als erstes Rathaus des Dorfes. Bis zum Ende des 19. Jh. wurden die Gemeindegeschäfte zunächst im „Gemeindewirtshaus zum Hirschen“ und dann ab 1831 im Schul- und Gemeindehaus in der Weingartenstraße verrichtet. Die Bauaufgabe öffentliches Gebäude/Rathaus wird durch die architektonische Gestaltung mit rustiziertem EG und Eckturm zur Geltung gebracht. | BW |
|                | Kirche      | Kirchstraße 10 (Karte)              | 1753-1754 | Ev. Kirche; erbaut 1753/54 auf einem vom Kloster St. Peter zur Verfügung gestellten Grundstück als Ersatz für einen dem hl. Mauritius geweihten Vorgängerbau an anderer nicht bekannter Stelle. Durch Lisenen gegliederter Saalbau mit quadratischem Turm an der Ostseite. Mit ihrer strengen Gliederung durch Lisenen und Bänder bedient sich die Kirche für die Bauzeit aktueller vom Klassizismus beeinflusster Bauformen. | BW |
| Weitere Bilder | Pfarrhof    | Betberg, Noblingstraße 2, 4 (Karte) |           | Ev. Pfarrkirche mit ummauertem Kirchhof, und Pfarrhof in exponierter, erhöhter Lage im Dorf. Saalkirche mit polygonal geschlossenem Chor und quadratischem Westturm. Die Kirche erstmals 789 im Codex Laureshamensis genannt. Eine Grabung brachte Mauerreste unter dem Fundament der Sakristei zutage, die man einem Bau des 8. Jh. zuschreibt. Als Nachfolger der karolingischen Kirche Errichtung einer Saalkirche mit eingezogenem, durch Grabung nachgewiesenen Rechteckchor und Vorhalle jedoch ohne Turm zwischen 1100 und 1145. Im 12. Jh. Ersatz der Vorhalle durch den heute noch vorhandenen romanischen Turm. Im Innern der in Langhaus und Chor flachgedeckten Kirche haben sich Wandmalereien unterschiedlicher Zeitstellung erhalten. Der Zeit um 1300 ist die Darstellung eines hl. Laurentius in der Laibung eines romanischen Langhausfensters zuzuordnen. 1466 Umgestaltung der Kirche und damit verbunden Bau des spätgotischen, polygonal schließenden Chores in gleicher Breite wie das Langhaus. In der Chorwand Sakramentsnische mit Dreipassabschluss. In der Eingangshalle des Turmes Wandmalereien der Mitte des 16. Jh., die eine Passionsdarstellung mit Abendmahl und Ölberg sowie Kreuztragung und Kreuzigung Christi zum Thema haben. An der Westwand des Langhauses Malereien mit Szenen aus dem Bauernkrieg. Im 18. Jh. wurde die Westempore über zwei profilierten Stützen mit Kopfbändern eingefügt. Die Orgel baute 1788/91 Georg Marcus Stein aus Durlach. Die Decke über Langhaus und Chor dürfte ihrer Gestaltung zufolge in der 2. Hälfte des 19. Jh. entstanden sein. Grabplatten des 16. bis 18. Jh. befinden sich an den Innen- und Außenwänden der Kirche. Der Pfarrhof südlich der Kirche setzt sich aus dem hochaufragenden Pfarrhaus (Noblingstraße 4) und der Pfarrscheune zusammen. Das Pfarrhaus ist am Türsturz 1551 datiert und über eine lange, an die Kirchhofmauer gelehnte Zufahrt zugänglich. Die Pfarrscheune zu Pfarrzentrum umgebaut (Datierung) Den Kirchhof umschließt eine strebpfeilerverstärkten Kirchhofmauer; in ihrem westlichen Verlauf ist das Fundament eines kleinen quadratischen Wehrturmes ergraben. Grabmäler vorwiegend des 19. Jh, sind entlang der Kirchhofmauer gesichert. Kirche, Kirchhof und Pfarrhof bilden durch ihre erhöhte Lage eine einprägsame, weithin sichtbare Landmarke im Markgräflerland. Mit ihrer bis in Mittelalter reichenden Bausubstanz und Ausstattung kommt der Anlage hoher bau-, orts- und regionalgeschichtlicher Wert zu. (Sachgesamtheit) |    |